# Сакланска династия
Сакланска/Скитска/ династия са династията владетели, управлявали Волжка България от нейното създаване до завладяването ѝ от Московското велико княжество.
Основана е от един от синовете на хан Кубрат, Котраг който заедно с част от прабългарите напуска Велика България след смъртта на баща му и се установява в долното течение на река Волга.